# Hacıismailli, Ağaçören
Hacıismailli là một xã thuộc huyện Ağaçören, tỉnh Aksaray, Thổ Nhĩ Kỳ. Dân số thời điểm năm 2010 là 143 người.